# Памятник Владиславу Городецкому
Памятник Владиславу Городецкому — памятник знаменитому архитектору Владиславу Городецкому, установленный в Киеве 28 мая 2004 года в Пассаже.
Памятник выполнен из бронзы; архитектор Городецкий изображен сидящим за столиком в уличном кафе с чашкой в руке.
На краю столешницы лежит бронзовая книга «Въ джунгляхъ Африки. Дневникъ охотника»: Владислав Городецкий был ещё и страстным охотником, путешественником, и в этих записках отразил, в частности, свои впечатления от сафари в Кении. Роскошное издание вышло в свет в 1914 году. Так уж совпало, что это также и год окончания строительства Пассажа, куда в дальнейшем архитектор нередко заходил выпить чашечку кофе.
Скульптурная композиция памятника включает, помимо того стула, на котором расположился бронзовый Городецкий, ещё один — свободный, так что каждый желающий может присесть возле зодчего и при желании сделать селфи в компании творца Дома с химерами, кенассы в Киеве и др.
Авторы памятника — скульпторы Владимир Щур и Виталий Сивко, архитектор Владимир Скульский.
Размер: 165х142х120
- Фрагмент рука
- Фрагмент голова